# Costus spicatus
Costus spicatus (popularmente conhecido como cana-de-macaco, cana-do-brejo, cana-do-mato, cana-roxa, jacuacanga, paco-catinga, paco-caatinga, periná e ubacaiá) é uma planta da família Costaceae. Originária do Brasil, apresenta propriedades farmacológicas e fitoterápicas e é usada na medicina popular.

## Etimologia
O elemento "cana" é uma referência a sua haste longa e rígida. "Cana-roxa" é uma alusão às suas brácteas roxas. "Jacuacanga" é originário do termo tupi yakua'kãg, que significa "cabeça de jacu". "Paco-catinga" e "paco-caatinga" são originários do termo tupi pako'wa ka'tinga. "Periná" se originou do termo tupi peri'ná.

## Descrição
A cana-do-brejo é uma planta herbácea, de haste dura, com folhas alternas, invaginantes, verde-escuras, com bainha pilosa e avermelhada nas margens. Suas flores são amarelas com brácteas cor-de-carmim.

## Propriedades terapêuticas
Em forma de infusão, tem propriedades diuréticas, febrífugas e emagrecedoras.